# الجبهة السورية (حرب أكتوبر)
الجبهة السورية هي جبهة حرب اندلعت في هضبة الجولان بين سورية وإسرائيل في 6 أكتوبر/تشرين 1973 بالتزامن مع الهجوم المتفق عليه بين سوريا ومصر.
وكانت كل من جمهوريتي مصر وسورية قد اتفقتا على شن حرب تحريرية على إسرائيل التي تحتل هضبة الجولان وشبه جزيرة سيناء منذ حرب 1967، واتفق وحسب ما حدده الرئيس حافظ الأسد على أن يكون الهجوم بعد ظهيرة يوم السبت 6 تشرين 1973 الذي يوافق عيد الغفران اليهودي.
قام الطيران السوري في تمام الساعة 13:58 من يوم 6 تشرين بقصف مواقع الجيش الإسرائيلي في الجولان شارك في الهجوم قرابة الـ 100 طائرة مقاتلة سورية، كما فتحت ألف فوهة نيران مدافعها لمدة ساعة ونصف لتنطلق وحدات وقطاعات الجيش السوري عبر الجولان مخترقة خط آلون الدفاعي وصولاً إلى مشارف بحيرة طبرية مكبدة القوات الإسرائيلية خسائر فادحة.
وقد تواجد بالجولان وحدات مغربية قبل الحرب عرفت بالتجريدة المغربية ووصلت وحدات عراقية وأردنية والسعودية فور نشوب الحرب.
القيادة العسكرية الإسرائيلية كانت تعرف قوة الجبهة السورية ومقدرة الجيش السوري وقوة المدرعات السورية فركزت ومنحت الأولوية في الحرب لجبهة الجولان لقربها ولخطورة الموقف في الجولان حيث استطاعت القوات السورية اختراق خطوط القوات الإسرائيلية والوصول إلى عمق الجولان في اليوم الثاني من الحرب.

## الخطة
كانت الخطة السورية تتضمن أستعادة كافة مرتفعات الجولان في 30 ساعة بحسب ما قدرت القيادة لسورية أن إسرائيل ستحتاج إلى ضعف هذا الوقت لكي تعبئ احتياطاتها، 
وعلى أن ينجز ذلك مع نهاية يوم 7 أكتوبر وأن يكون نهر الأردن هو نقطة النهاية للهجوم حيث سيتم إعادة تنظيم القوات واتخاذ اوضاع دفاعية استعدادا للهجمات الإسرائيلية المضادة.
وقد تقرر لتنفيذ الخطة دفع 3 فرق مشاة سورية ضد خطوط الدفاع الإسرائيلية في الجولان لفتح ثغرة تندفع بها الفرقتين المدرعتين الأولى والثالثة.

## ميزان القوى
كان حجم القوات السورية في الجولان 5 فرق عسكرية (3 مشاة 2 مدرعة) والعديد من الآلوية المستقلة الآخرى، وقت وضعت القيادة السورية 3 فرق مشاة في الخط الأول (النسق العملياتي الأول) وهي مستعدة للدفاع ضد أي هجوم إسرائيلي كما وضعت 3 آلوية مدرعة مستقلة (نسق ثاني) خلف فرق المشاة وفي حالة الهجوم تلحق الآلوية المدرعة بفرق المشاة بمعدل لواء مدرع لكل فرقة مشاة، في حين تمركزت الفرقتين المدرعتين خلف هذه القوات، وتتألف فرق المشاة السورية من لواءي مشاة آليين ولواء مشاة إضافة إلى لواء مدرع ملحق وتملك كل فرقة مشاة 180 دبابة.
وقبل الهجوم كانت القوات الإسرائيلية في الجولان مؤلفة من 3 ألوية إسرائيلية 2 دروع ولواء مشاة و11 بطارية مدفعية.

## الهجوم السوري
في الساعة 14:00 من مساء يوم 6 أكتوبر شنت القوات الجوية العربية السورية غارات جوية على مواقع الجيش الإسرائيلي في الجولان، اندفعت بعدها الموجات الأولى من الدبابات السورية وناقلات الجنود المدرعة نحو خط آلون تحت ستر القصف المدفعي للمواقع والتحصينات الإسرائيلية، كان خط آلوان الخط الإسرائيلي الدفاعي في الجولان الذي يماثل خط برليف على الجبهة المصرية ويمتد خط آلون على طول الجبهة السورية (نحو 70 كم)، وقد قررت القوات السورية أختراق الخط من نقطتين هما جباتا الخشب والرفيد.
ففي الساعة 15:00، عبرت الدبابات السورية وناقلات الجنود الخندق المضاد للدبابات، في نقطتَي اختراق رئيسيتين: الأولى كانت بالقرب من مدينة القنيطرة، والثانية عند بلدة الرفيد بالرغم الخسائر في الدبابات إلى ان القوات السورية واصلت تقدمها في عمق الجولان مكبدة القوات الإسرائيلية المتراجه خسائر كبيرة امام التقدم السوري نحو الحدود وبحيرة طبرية.
احتلال مرصد جبل الشيخ
نفذت وحدات من القوات الخاصة السورية عملية عسكرية لاحتلال مرصد جبل الشيخ الذي تسيطر عليه إسرائيل نجحت القوة السورية في احتلال المرصد وقتلت واسرت كافة افراد الجيش الإسرائيلي في الموقع، وسجلت هذه المعركة التي كانت بالسلاح الأبيض بطولات نادره للجندي السوري وسيطرت على المرصد الإسرائيلي في جبل الشيخ بالرغم من قيام لواء الجولاني بمحاولة إنزال لاسترجاع المرصد إلا أن القوات السورية الحقت به هزيمة وخسائر كبيرة.
وقد تمكنت القوات السورية من اختراق خط الدفاع الإسرائيلي إلى عمق نحو 20 كم داخل هضبة الجولان وهو العمق للمنطقة المحتلة حتى أصبحت الوحدات السورية على مشارف بحيرة طبرية.
وبحلول مساء اليوم الثاني للقتال (7 أكتوبر) كانت القيادة الإسرائيلية قد أستكملت تعبئة وحدات الاحتياطي وإرسالها إلى هضبة الجولان، وقد استطاعت هذه القوات المدعومة بسلاح الجو الإسرائيلي أن تصد الزحف السوري، كما أتخذت القيادة الإسرائيلية قرارا بالتركيز على الجبهة السورية وإعطائها الأولوية كون الجبهة السورية، كانت تمثل الخطر الأكبر على إسرائيل.
واستمر الطيران الإسرائيلي في هجومه المركز على المدرعات والقوات السورية، في خلال الأيام الثلاثة الأولى من الحرب وعلى الرغم من فداحة الخسائر التي تحملها الجيش الإسرائيلي نتيجة لقوة الدفاع الجوي السوري وإسقاط عدد كبير من الطائرات الإسرائيلية.
وقد أدى اشتراك سلاح الجو الإسرائيلي في القتال إلى تدمير عدد ى من المدرعات السورية، وهو ما ساعد القوات البرية الإسرائيلية على صد الهجوم السوري.
وابتداء من يوم اليوم الثالث للقتال شن الطيران الإسرائيلي هجماته في العمق السوري فتم قصف أهداف عسكرية ومدنية على السواء في دمشق، كما هوجمت محطة الكهرباء ومصفاة النفط في حمص، وخزانات النفط في طرطوس واللاذقية.
ومع تقدم القوات السورية وصباح يوم 8 أكتوبر وامام الزحف والتقدم للقوات السورية قررت القيادة الإسرائيلية شن هجوم مضاد في القطاع الجنوبي وتقدمت القوات الإسرائيلية في منطقة «العال» متجهة شمالاً، حتى بلغت خط الجوخدار ـ الرفيد. وعلى المحور الأوسط، تقدمت القوات الإسرائيلية حتى أوشكت أن تغلق الطرف الشمالي للكماشة المطبقة على الخشنية من قبل الجيش السوري، التي جرت حولها معارك عنيفة، حتى اضطرت القوات السورية إلى الانسحاب من الخشنية يوم 10 أكتوبر خشية تعرضها لعملية التفاف.
أما في القطاع الشمالي فقد انطلقت القوات السورية بقوة في الهجوم في المنطقة الواقعة إلى الشمال من مدينة القنيطرة واستمر الهجوم في أثناء الليل. وبعد قتال استمر طوال يومي 7 و8 والحقت المزيد من الخسائر في صفوف الجيش الإسرائيلي.

## الهجوم المضاد الإسرائيلي
بدأ الهجوم الإسرائيلي المضاد في يوم 11 أكتوبر، بقيادة الفرقة المدرعة 240 بقيادة الجنرال دان لانر وبإمرتها كل من اللواء المدرع 79 بقيادة العقيد أوري أور واللواء المدرع 17 بقيادة العقيد ران ساريك على أن تكون فرقة ايتان في المقدمة لتتولى قيادة العناصر الأمامية وتم دفع أيضا فرقة موسى بيليد للجبهة، خلال الهجوم المضاد الإسرائيلي ما بين 11 إلى 14 أكتوبر أستطاعت القوات الإسرائيلية ايقاف القوات السورية.
كثف سلاح الطيران السوري هجومه واسقطت المضادات والصواريخ السورية اعداد كبيرة من الطائرات الإسرائيلية في أثناء الهجوم الإسرائيلي المضاد، في نفس الوقت وصل اللواء الآلي الثامن أولى طلائع الفرقة المدرعة الثالثة العراقية إلى سورية في 10 أكتوبر وتبع ذلك وصول اللواء المدرع 12 من نفس الفرقة في صبيحة يوم 11 أكتوبر وأتخذ مقر قيادته في أنخل وضم اللواء 12 كتيبتي دبابات فيما تركت الكتيبة الثالثة للواء في العراق لعدم وجود الناقلات.
تحركت قوات اللواء المدرع 12 لمهاجمة الجيش الإسرائيلي في ظهيرة يوم 12 أكتوبر قرب تل شمس وكفر ناسج  واحتشد في منطقة الشيخ مسكين، على الطريق المؤدي إلى القنيطرة. وقد باشرت القوات العراقية عملياتها بهجمات مضادة على القوات الإسرائيلية كما أرسلت السعودية 14 أكتوبر جسراً جوياً للواء مشاة يضم 2,000 جندي وشاركت مع القوات السورية وقيامها بهجمات مضادة، فقد ساعد ذلك على ثبات الجبهة وصمودها.
وبعد تجمد الموقف بدأت القوات السورية باعادة التخطيط والتحضير لشن هجوم مضاد شامل على القوات الإسرائيلية. وكانت القيادة العسكرية السورية، قد خططت للقيام بهذا الهجوم، والبدء به في أسرع وقت ممكن، لمنع العدو من تحصين وضعه الدفاعي، ولتخفيف الضغط على الجبهة المصرية، بعد نجاح اختراق القوات الإسرائيلية في ثغرة الدفرسوار وتراجع الجيش المصري.
وفي 20 أكتوبر وزعت القيادة العليا للجيش السوري المهام على القوات والوحدات القتالية السورية والأسلحة المختلفة ووتم تحديد مهام القوات العربية المساندة وكان حجم القوات التي تقرر اشتراكها في الهجوم المضاد الشامل كافياً للهجوم على القوات الإسرائيلية الموجودة في جيب سعسع، ثم متابعة الهجوم لتحرير هضبة الجولان غير أن صدور قرار مجلس الأمن رقم 338 في22 أكتوبر بوقف إطلاق النار وقبول مصر له أصاب الجبهة السورية بمفاجأة فاضطرت إلى وقف تنفيذ خطة الهجوم المضاد برغم عدم قبول سوريا في البداية بوقف القتال واستمر القتال على الجبهة السورية.

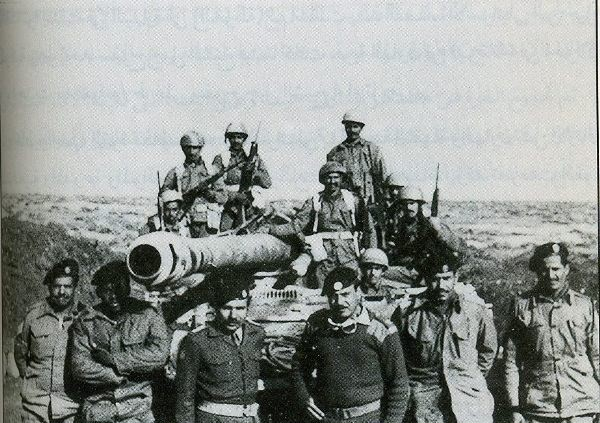
الجيش الكويتي في الجولان 1973

في الكويت تشكلت قوة عسكرية في 15 أكتوبر أطلق عليها اسم قوة الجهراء المجحفلة ارسلت فورا إلى سورية تضم القوة أكثر من 3,000 عسكري وتتألف من كتيبة دبابات فيكرز وكتيبة مشاة ومغاوير وحدات المدفعية مكونة من سرية مدفعية فرنسية عيار 155 ملم ذاتية الحركة وسرية هاون 120 ملم فرنسي وضم الرتل الإداري الثاني وحده 96 آلية منها 35 شاحنة محملة بالذخيرة  بالإضافة لسرية دفاع جوي تضم 270 فرد  وحدات قنص دبابات مزودة بمدافع كارل جوستاف مضادة للدروع والوحدات المساندة الأخرى، وتكاملت القوات في سوريا خلال 15 يوم وبقيت حتى منتصف 1974. فيما سبقت القوة طائرات سلاح الجوي الكويتي في الذهاب إلى مصر فور اندلاع الحرب.

## حرب الاستنزاف
واصلت القوات السورية عملياتها العسكرية في حرب مفتوحة هي ماعرفت بحرب الاستنزاف في الجولان بعد وقف إطلاق النار واستؤنفت الأعمال القتالية بشكل محدود في البداية ثم تطورت تلك الأعمال حتى اتخذت بدءاً من 13 مارس 1974، شكل «حرب استنزاف» استمرت ثمانين يوماً في محاولة لكسر الموقف الأمريكي ـ الإسرائيلي تجاه الوضع في الجولان، وفي 31 مايو 1974 توقفت الأعمال القتالية على الجبهة السورية وتم توقيع اتفاقية فصل القوات.